# Paul Durand (juriste)
Pour les articles homonymes, voir Paul Durand et Durand.
 (juillet 2012).
Paul Durand est un juriste français, spécialiste du droit privé et en particulier du droit social, né à Alger en 1908 et mort dans le tremblement de terre d'Agadir en 1960.

## Biographie
Paul Durand soutient une thèse de droit privé en 1931. Reçu à l'agrégation de droit en 1933, il enseigne d'abord à Poitiers puis à Nancy où il effectuera l'essentiel de sa carrière. Il rejoint la faculté de droit de Paris en 1952.
À Nancy, il rencontre François de Menthon et Pierre-Henri Teitgen, fondateurs de la revue Droit social en 1938. Dès 1939, Paul Durand participe à la direction de la revue, puis en devient directeur à partir de 1943 et ce jusqu'à sa mort. Ces trois auteurs forment ce qu'Alain Supiot a appelé l'École de Nancy.
Il rédige un important traité de droit du travail, dont le premier tome paraît en 1947, avec la collaboration de René Jaussaud. Le second tome paraît en 1950 avec la collaboration d'André Vitu. Le troisième et dernier tome paraît en 1956, toujours avec la collaboration d'André Vitu.
Paul Durand est déporté en Allemagne en 1944 dans le camp de Neuengamme où il est resté onze mois.
Il meurt en 1960 dans le tremblement de terre d'Agadir, alors qu'il séjournait avec sa femme à l'hôtel Sâada.

## Idées
Paul Durand s'inspire régulièrement des pensées juridiques allemandes et italiennes. Il défend ainsi la théorie institutionnelle de l'entreprise, inspirée du droit allemand.
En 1941, il identifie une orientation nouvelle dans le droit du travail, celle de la finalité économique qui deviendrait un moteur des réformes du droit du travail. Cette orientation apparaît selon lui en 1936 avec notamment la loi sur la semaine de 40h.
Il promeut la Charte du travail à l'époque de son adoption en 1941. Paul Durand se félicite de la disparition de la lutte des classes et des possibilités de progrès social offertes par celle-ci. Il apporte des critiques à la loi et regrette par exemple la disparition du pluralisme syndical notamment s'agissant des syndicats chrétiens. Il écrit toutefois, citant Philippe Pétain, que "La haine ne crée rien" et qu'il faut se réjouir de la Charte du travail.
Il défend la thèse du particularisme du droit du travail, selon laquelle le droit du travail rompt avec l'individualisme juridique. Il observe autant qu'il soutient ce détachement vis-à-vis du droit civil, car il considère que les conceptions traditionnelles du droit privé appliquées au droit du travail favorisent les employeurs au détriment des salariés.
À partir de la fin des années 1940, il plaide pour un particularisme du droit de la sécurité sociale vis-à-vis du droit du travail.
Paul Durand participe à la popularisation de l'expression droit du travail, appellation qu'il justifie par l'existence du Code du travail depuis 1910 et par celle des expressions Arbeitsrecht en allemand et diritto del lavoro en italien. Il participe plus largement à la popularisation d'une méthode classique en droit du travail, qui consiste à se concentrer sur le droit positif. Il a ainsi contribué à faire du droit du travail une branche de droit classique.

## Publications
La liste des travaux scientifiques de Paul Durand est présentée dans le fascicule de décembre 1960 de la revue Droit Social.

### Ouvrages
- Des conventions d'irresponsabilité, Thèse, Paris, 1931.
- Le droit des obligations dans les jurisprudences française et belge, 1933.
- Précis de législation industrielle, avec la collaboration de A. Rouast, Dalloz, 1re éd. 1943; 2e éd. 1946; 3e éd. 1948; 4e éd. 1950.
- Traité de droit du travail, t.I avec la collaboration de R. Jaussaud, 1947 (BNF 32281537); t.II avec la collaboration de A. Vitu, 1949 (prix Dupin 1950); t.III avec la collaboration de A. Vitu, 1956.
- La politique contemporaine de sécurité sociale, Dalloz, 1953 (BNF 32062109)
- Précis de droit du travail, avec la collaboration de A. Rouast, Dalloz, 1re éd. 1957; 2e éd. 1961.
- Précis de sécurité sociale, avec la collaboration de A. Rouast, Dalloz, 1re éd. 1958; 2e éd. 1960.
- Traité élémentaire de droit commercial (réédition du traité de Georges Ripert), avec la collaboration de R. Roblot, Dalloz, t.I 1959, t.II et t.III 1960.

### Principaux articles
- « Vers une dangereuse dissociation du droit du travail », Droit social, 1938, p. 362.
- « Une orientation nouvelle du droit du travail. L'ordre économique et le droit du travail », Recueil Dalloz, 1941, chronique, p. 29-32.
- « Idéologie et technique de la Charte du Travail », Collection Droit social, T. XIII, 1942, p. 3.
- « Aux frontières du contrat et de l'institution : la relation de travail », JCP, I, 1944, p. 387.
- « Au-delà de la Charte », Droit social, 1944, p. 221.
- « Le Particularisme du Droit du travail », Droit social, 1945, p. 298.
- « Exploration d'une terre inconnue : la Sécurité sociale », Droit social, 1949, p. 201.
- « Vers une crise de la Sécurité sociale », Droit social, 1951, p. 148.